# Pseudopiptadenia pittieri
Pseudopiptadenia pittieri là một loài thực vật có hoa trong họ Đậu. Loài này được (Harms) G.P.Lewis miêu tả khoa học đầu tiên.